# Оренбургский уезд
Оренбургский уезд — административная единица в составе Уфимского наместничества и Оренбургской губернии Российской империи и РСФСР, существовавшая в 1782—1928 годах. Уездный город — Оренбург.

## География
Уезд находился в юго-западной части губернии. Площадь — 32 691,1 вёрст² (в 1897 году), 30 551 км² (в 1926 году). В конце XVIII века граничил на северо-западе с Бугурусланским уездом и Белебеевским уездом, на севере — Стерлитамакским уездом, на северо-востоке — Верхнеуральским уездом, на востоке — Средним казахским жузом, на юге — Младшим казахским жузом, на западе — Бузулукским уездом.

## История
Уезд образован 30 апреля 1782 года в составе Оренбургской области Уфимского наместничества. С 12 декабря 1796 года входил в состав Оренбургской губернии. В уезд вошла центральная часть Оренбургской провинции. В 1865 году из восточной части уезда был образован Орский уезд. С введением кантонной системы управления на территории Оренбургского уезда был образован 9-й башкирский кантон. В 1866 было 392 населенных пункта (в том числе безуездный город Илецк), 4 стана. В 1890 году зафиксировано 28 волостей (Абрамовская, Алексеевская, Бурзянская, Бурзян-Кипчакская, Бушман-Суун-Каракипчакская, Белозерская, Дмитриевская, Зобовская, Илецкая, Имангуловская, Каликинская, Каракипчакская, Кипчакская, Кургазинская, Михайловская, Никольская, Ново-Башкирская, Ново-Троицкая, Павловская, Петровская, Покровская, Репьевская, Рождественская, Романовская, Сеитовская, Спасская, Таймасовская, Ташлинская) и 14 станиц (Богуславская, Буранная, Городищенская, Донецкая, Каменно-Озерная, Кардаиловская, Краснохолмская, Нижне-Озерная, Никитинская, Оренбургская, Павловская, Разсыпная, Сакмарская, Татищевская), в 1917 — 41 волость. Основная масса населения занималась земледелием, скотоводством. В начале XX века действовало 12 салотопенных, 10 кирпичных, 10 кожевенных заводов. 5 винокуренных заводов, 3 гончарных, 2 пивоваренных, стекольный, железноведёрный, чугунолитейный заводы и другие предприятия. Проводилось 7 ярмарок (1866). В 1877 году через уезд прошла Оренбургская железная дорога (участок Оренбург—Батраки), в 1913 году начато строительство Троицкой железной дороги (участок Оренбург—Орск). Насчитывалось 122 мечети, 97 церквей, 4 часовни, 2 монастыря (1866). 20 марта 1919 года Аллабердинская, Бурзянская, Имангуловская, Кургазинская, Мурапталовская, Разномойская, Сеитовская, Таймасовская и Ташлинская волости Оренбургского уезда вошли в состав Джитировского кантона, 1-я Каракипчакская, 2-я Каракипчакская, Бурзян-Кипчакская, Бушман-Суун-Каракипчакская, Семено-Петровская и Юмагузинская волости — Кипчакского кантона, Кипчакская, Новобашкирская и Токская волости — Ток-Суранского кантона Башкирской АССР. 14 мая 1928 года Оренбургская губерния и все уезды были упразднены, территория Оренбургского уезда вошла в состав Оренбургского округа Средне-Волжской области.

## Население
По данным переписи населения 1897 года в уезде числилось 555 653 чел., из них в городах Оренбурге — 72 425 чел., Илецкой Защите — 11 768 чел. В конце XVIII века — 58 325 чел., в 1897—555 653 (башкиры — 56 576, евреи — 1 218, мордва — 26 180, немцы — 4 884, русские — 380 094, татары — 47 989, тептяри — 2 656, украинцы — 29 942, чуваши — 2 860 и др.). В конце XIX века в уезде насчитывалось крестьян — 370968, мещан — 74376, дворян — 6963 и др.; мусульман — 108472, православных — 439895, в том числе 17720 старообрядцев и др. Население уезда в 1926 году составляло 424 985 чел., в том числе городское — 139 807 чел. (32,9 %).
| Национальность | Численность, чел. | %      |
| -------------- | ----------------- | ------ |
| Башкиры        | 56 576            | 10,18  |
| Русские        | 380 094           | 68,40  |
| Татары         | 47 989            | 8,64   |
| Тептяри        | 2 656             | 0,48   |
| Евреи          | 1 218             | 0,22   |
| Мордва         | 26 180            | 4,71   |
| Немцы          | 4 884             | 0,88   |
| Украинцы       | 29 942            | 5,39   |
| Всего          | 555 653           | 100,00 |

## Административное устройство
В 1913 году в состав уезда входило 38 волостей:
| - Абрамовская; - Александровская волость; - Алексеевская; - Аллабердинская волость; - Белозерская; - Бурзян-Кипчакская; - Бурзянская; - Бушман-Суун-Каракипчакская волость — д. Тляумбетово; - Васильевская волость; - Дмитриевская; - Добринская волость; - Зобовская; - Ивановская волость; | - Илецкая — г. Илецк; - Имангуловская; - Исаевская; - Каликинская; - Каракипчакская 1-я — д. Сеиткулова; - Каракипчакская 2-я — д. Мраково; - Кипчакская — д. Ахмерова; - Кургазинская; - Михайловская; - Никольская; - Ново-Башкирская — д. Тукаева; - Ново-Троицкая; - Павловская; | - Петровская; - Покровская; - Разномойская; - Репьевская; - Рождественская; - Романовская; - Сентовская; - Семено-Питровская волость — с. Питровское; - Софиевская волость; - Спасская; - Таймасовская; - Ташлинская; |

и 15 юртов Оренбургского казачьего войска:
| - Богуславский; - Буранный; - Городищенский; - Донецкий; - Каменно-Озерный; - Кардаиловский; - Краснохолмский; - Нижнеозерный; | - Никитинский; - Оренбургский; - Павловский; - Пречистенский; - Разсыпной; - Сакмарский; - Татищевский. |

## Источник
- Оренбург // Энциклопедический словарь Брокгауза и Ефрона : в 86 т. (82 т. и 4 доп.). — СПб., 1890—1907.
- Оренбургский уезд